# Fukienogomphus
Genre
Fukienogomphus est un genre de libellules de la famille des Gomphidae (sous-ordre des Anisoptères, ordre des Odonates).

## Liste des espèces
Selon BioLib (7 mars 2025) :
- Fukienogomphus choifongae Wilson & Tam, 2006
- Fukienogomphus prometheus (Lieftinck, 1939)
- Fukienogomphus promineus Chao, 1954